# Inundaciones en Bolivia en 2025
El 26 de marzo de 2025, el presidente de Bolivia, Luis Arce, declaró una emergencia nacional en respuesta a las inundaciones catastróficas que habían cobrado la vida de más de 50 personas y provocado desplazamientos generalizados en todo el país. La declaración se produjo después de varios meses de lluvias inusualmente intensas que afectaron a los nueve departamentos de Bolivia..

## Meteorología
Bolivia experimenta típicamente su temporada anual de lluvias entre noviembre y marzo. Sin embargo, según Lucía Walper del servicio meteorológico Senamhi de Bolivia, la temporada 2024-2025 presentó patrones inusuales, con numerosas alertas naranjas y rojas por desbordes de ríos emitidas en marzo de 2025. Estas advertencias de alto nivel normalmente ocurren en febrero, pero durante este ciclo se extendieron hasta abril. La duración prolongada y la mayor intensidad de las lluvias coincidieron con las predicciones de científicos climáticos y organizaciones no gubernamentales como la Alianza para la Adaptación Global del Agua sobre cambios en los patrones de precipitación en la región debido a las alteraciones climáticas globales.

## Impacto
Las inundaciones prolongadas y generalizadas afectaron a aproximadamente 370.000 familias bolivianas hasta finales de marzo de 2025, con más de 100.000 personas desplazadas de sus hogares. El impacto del desastre varió entre los departamentos del país, con las autoridades declarando un departamento en “estado de desastre” y tres en “estado de emergencia” antes de la declaración nacional. Con una población de aproximadamente 12 millones de personas, Bolivia vio afectada a una parte significativa de sus ciudadanos por las inundaciones.

## Respuesta
El 26 de marzo de 2025, el presidente Luis Arce declaró una emergencia nacional en respuesta a las inundaciones. La declaración autorizó al gobierno boliviano a agilizar los procesos de adquisición de suministros de emergencia y facilitó el despliegue más rápido de recursos hacia las zonas afectadas. Como parte del esfuerzo de respuesta, se movilizaron miles de efectivos militares en todo el país para distribuir ayuda en las comunidades gravemente afectadas. La naturaleza generalizada del desastre creó desafíos para los esfuerzos de respuesta de emergencia, especialmente en comunidades remotas y zonas con infraestructura limitada.
Además de la declaración de emergencia, se esperaba que el Congreso boliviano aprobara un préstamo de 75 millones de dólares estadounidenses del Banco de Desarrollo de América Latina y el Caribe (CAF).